# Aegisub
Aegisub은 자유 오픈 소스 크로스 플랫폼 자막 편집 프로그램이다. 팬들의 시각 매체를 위해 비공식, 비상용 자막을 제작하거나 번역하는 과정인 팬섭에 널리 사용된다. 오리지널 SubStation Alpha와 Sabbu의 뒤를 잇는다.
이 소프트웨어는 유명 팬섭 그룹의 표준으로 간주되며, 온라인 "팬섭 가이드"(Guide to Fansubbing)에서 권장되고 있다.
가라오케 제작 외에도 타이밍과 자막 스타일을 제공하기 위해 설계되었다. Aegisub의 자체 자막 포맷은 SubStation Alpha 텍스트로서, 자막의 위치 지정과 스타일 제공을 지원한다. 또, 이 프로그램은 서브립과 같은 기타 공통 포맷을 지원한다. 음성과 영상 두 곳의 타이밍을 지원하며 FFmpeg와 AviSynth와 같은 수많은 영상 처리 결합을 사용하여 영상을 처리할 수 있다. 게다가 루아, 펄, 루비 스크립트 언어와 함께 확장할 수도 있다.
팬섭 환경에서 Aegisub는 번역, 타이밍, 편집, 글꼴 지정, 품질 검사, 가라오케 타이밍, 가라오케 효과를 위해 사용된다. 그러나 수많은 그룹들은 이러한 단계를 위해 글꼴 지정, 번역을 위한 단순 텍스트 편집을 위해 어도비 애프터 이펙트와 같은 각기 다른 도구들을 사용한다.